# Theewaterskloof Local Municipality

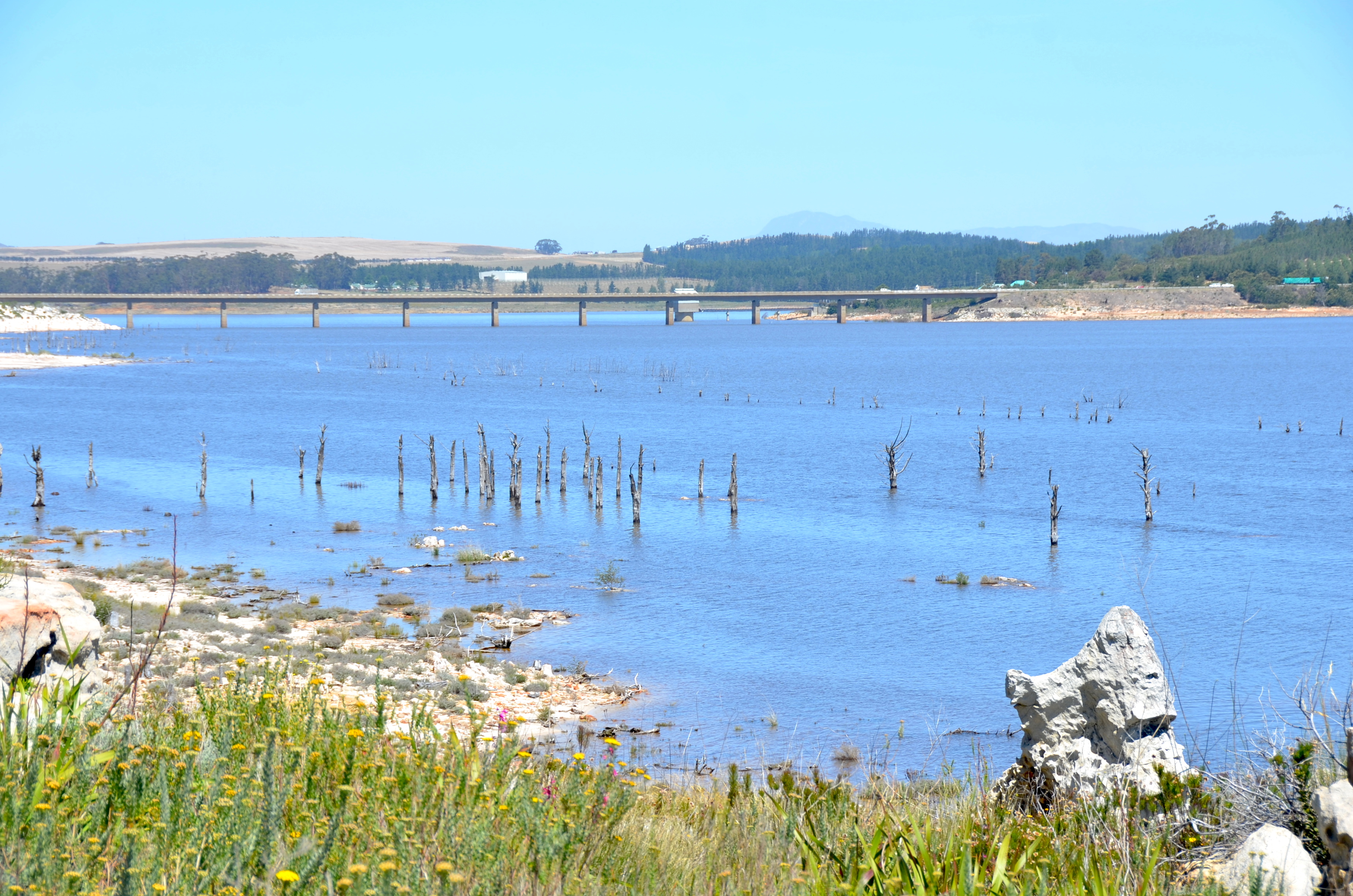
Theewaterskloof-Damm

Theewaterskloof (englisch Theewaterskloof Local Municipality, afrikaans Theewaterskloof Plaaslike Munisipaliteit) ist eine Lokalgemeinde im Distrikt Overberg der südafrikanischen Provinz Westkap. Der Sitz der Gemeindeverwaltung befindet sich in Caledon. Bürgermeisterin ist Christelle Vosloo.
Benannt ist die Gemeinde nach einem Fluss, dessen dunkles Wasser an ein Teegetränk erinnerte und der deshalb Thee Waters Rivier genannt wurde.

## Städte und Orte
- Botrivier
- Caledon
- Genadendal
- Grabouw
- Greyton
- Riviersonderend
- Tesselaarsdal
- Villiersdorp

## Bevölkerung
Im Jahr 2011 hatte die Gemeinde 108.790 Einwohner auf einer Gesamtfläche von 3248 km². Davon waren 62,9 % Coloured, 26,4 % schwarz und 9,4 % weiß. Gesprochen wurde zu 70,7 % Afrikaans, zu 16,2 % isiXhosa, zu 3,7 % Englisch und zu 3,4 % Sesotho.

## Sehenswürdigkeiten
- Hottentots-Holland Nature Reserve
- Riviersonderend Nature Reserve